# Engelstadt
Engelstadt är en kommun och ort i Landkreis Mainz-Bingen i förbundslandet Rheinland-Pfalz i Tyskland.
Kommunen ingår i kommunalförbundet Verbandsgemeinde Gau-Algesheim tillsammans med ytterligare sju kommuner.